# Neudorf im Weinviertel
Neudorf im Weinviertel (–2019 Neudorf bei Staatz) è un comune austriaco di 1 442 abitanti nel distretto di Mistelbach, in Bassa Austria; ha lo status di comune mercato (Marktgemeinde).